# Gultoppa
Gultoppa (Odontites luteus) är en snyltrotsväxtart som först beskrevs av Carl von Linné, och fick sitt nu gällande namn av Joseph Philippe de Clairville. Gultoppa ingår i släktet rödtoppor, och familjen snyltrotsväxter. Inga underarter finns listade i Catalogue of Life.

## Bildgalleri

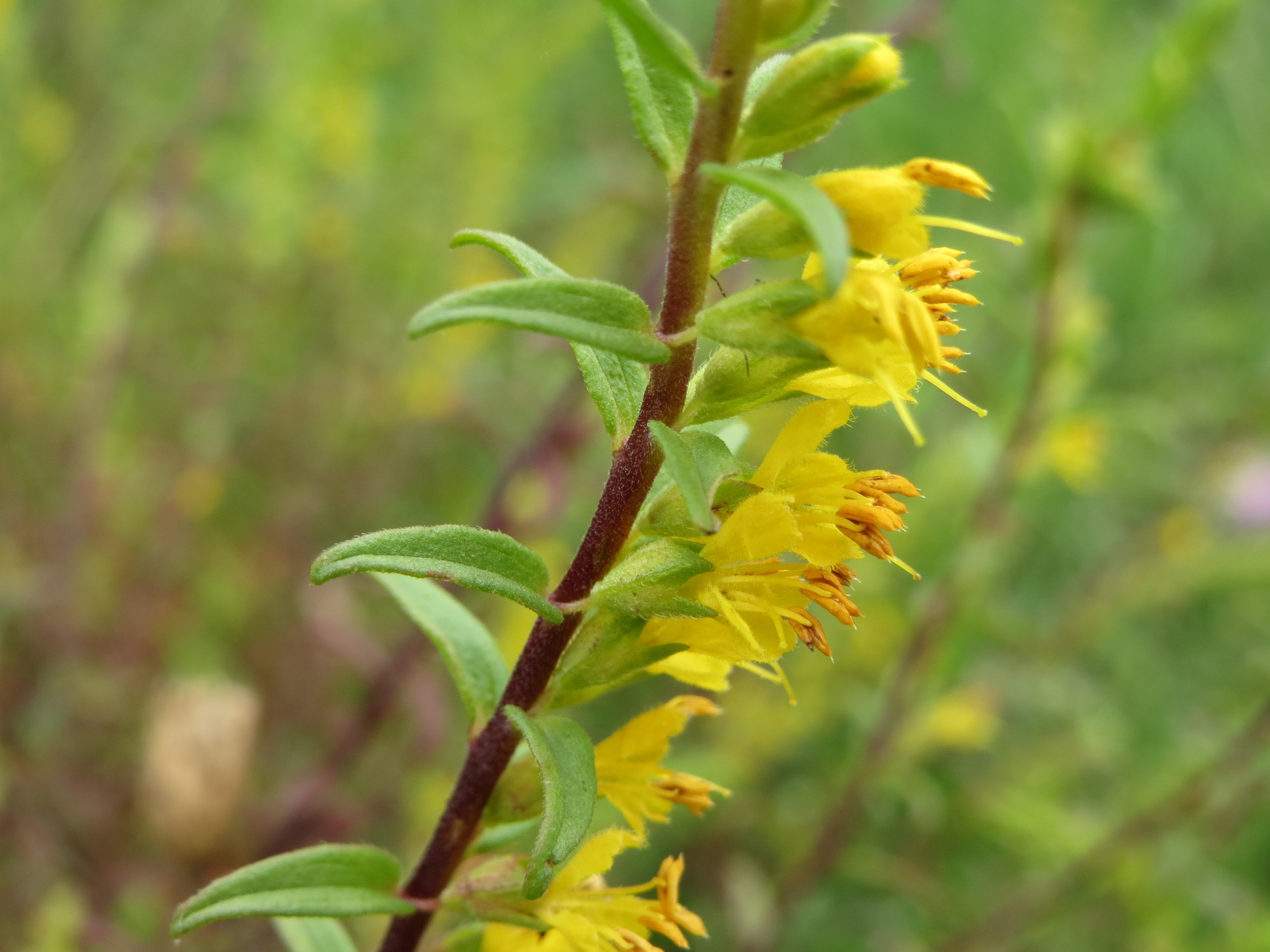
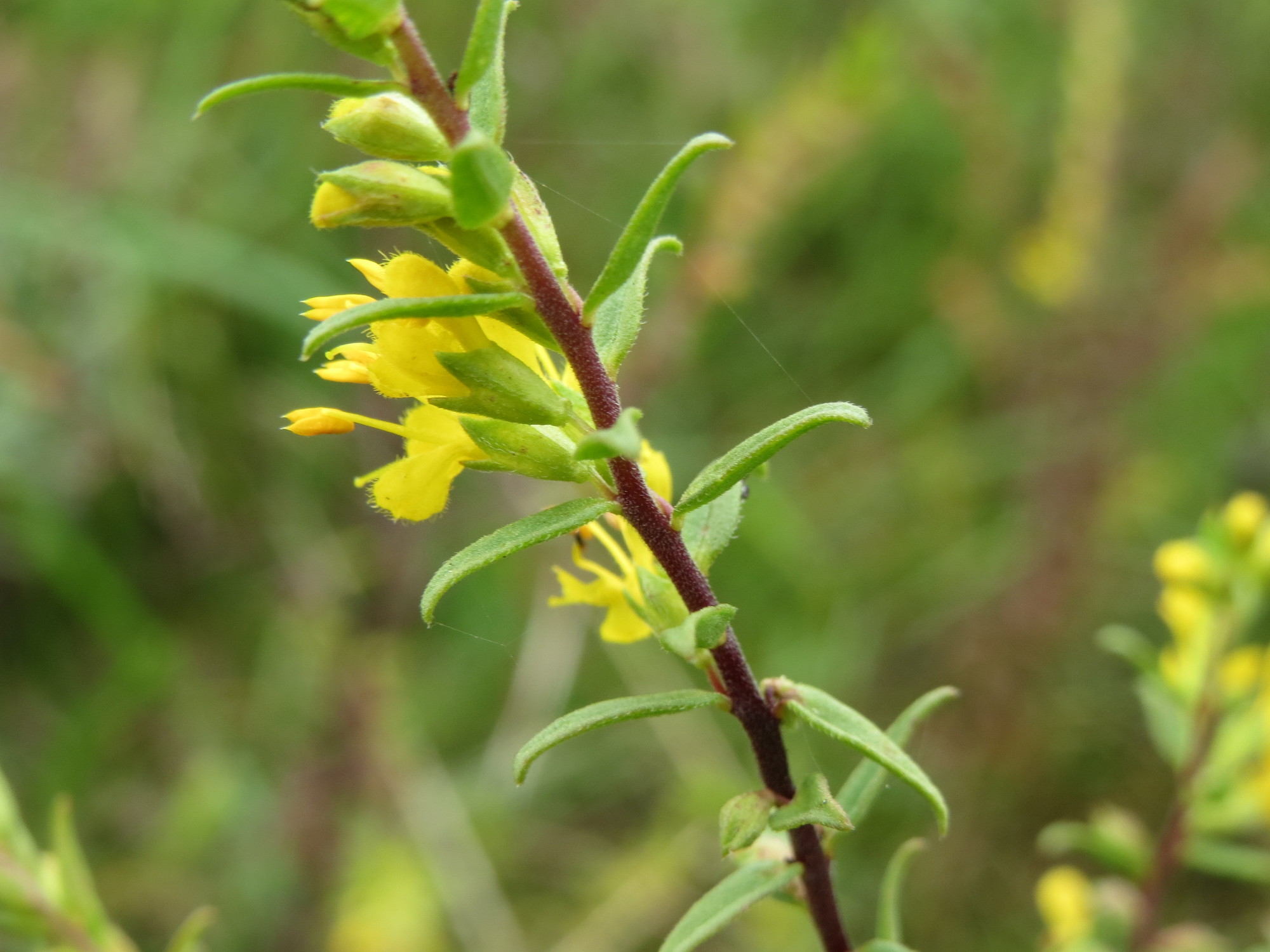
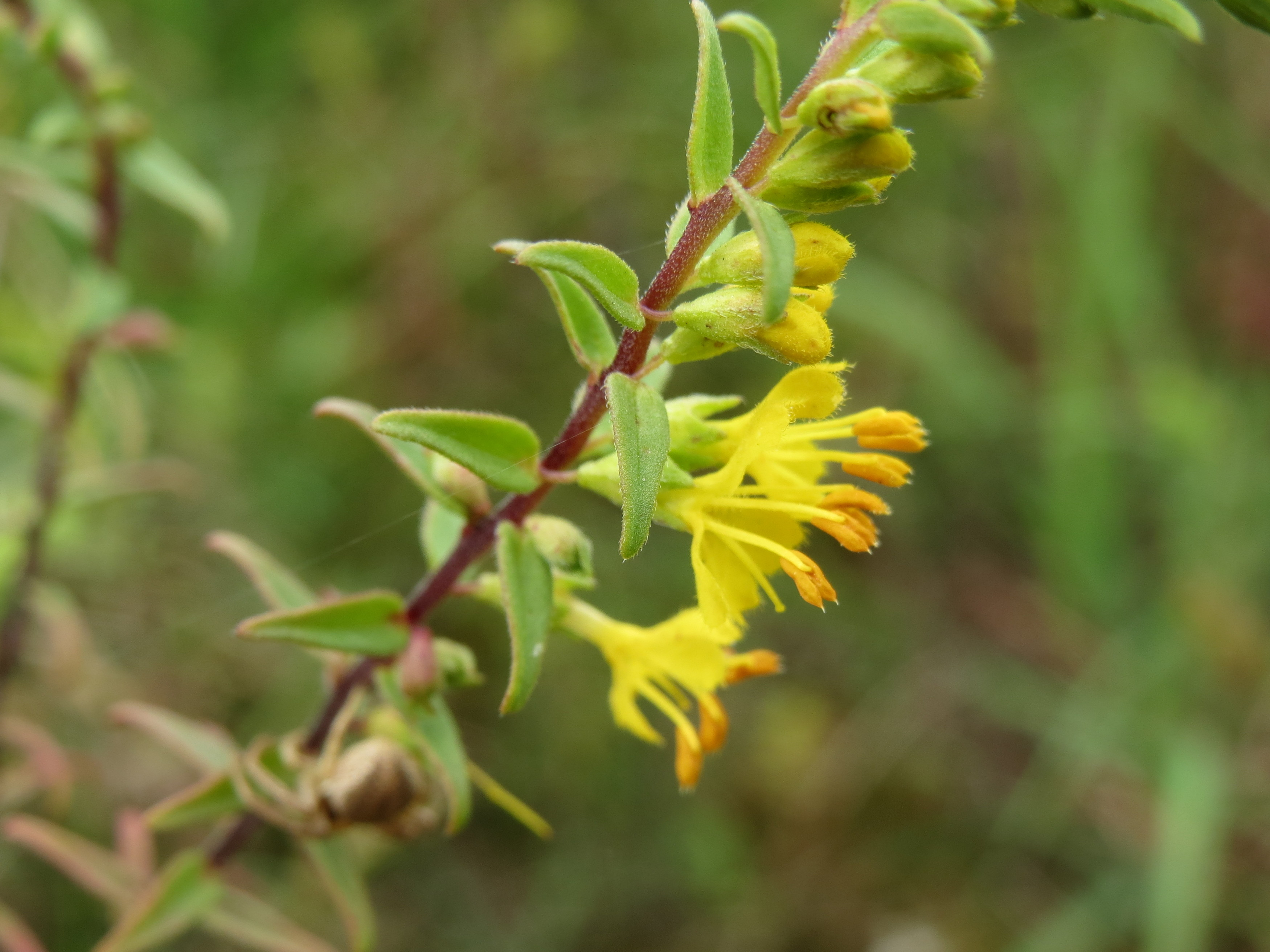
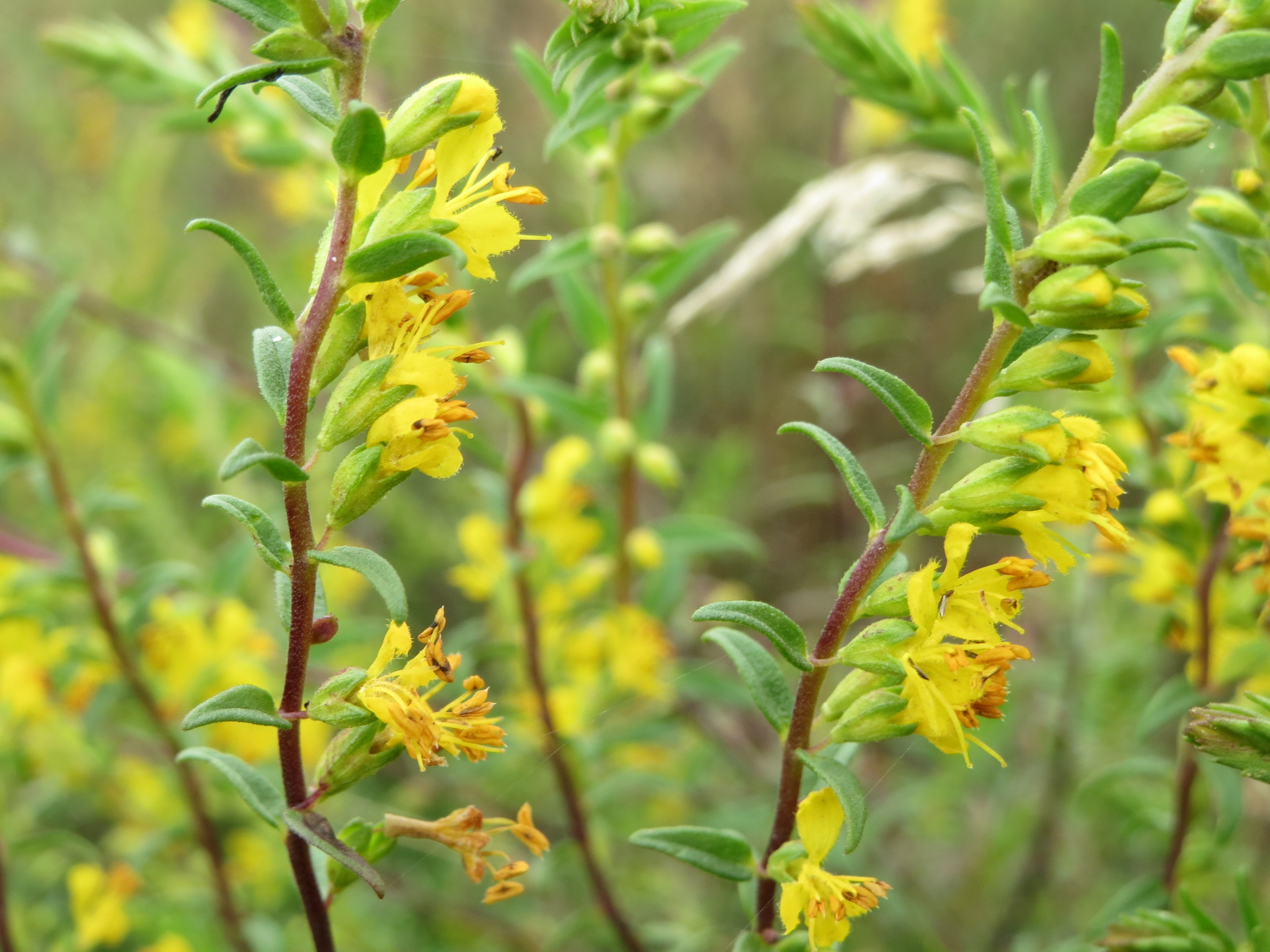
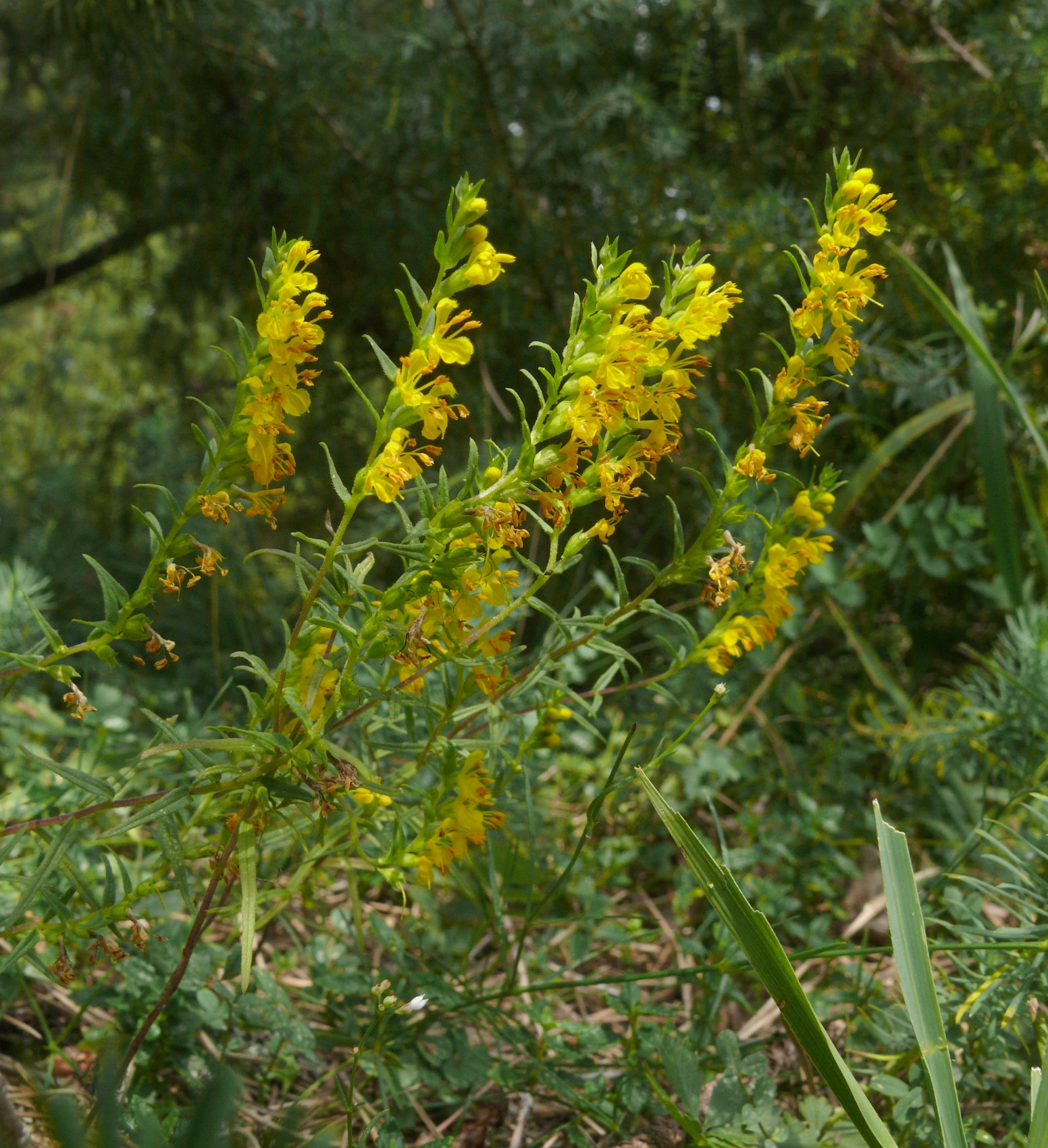
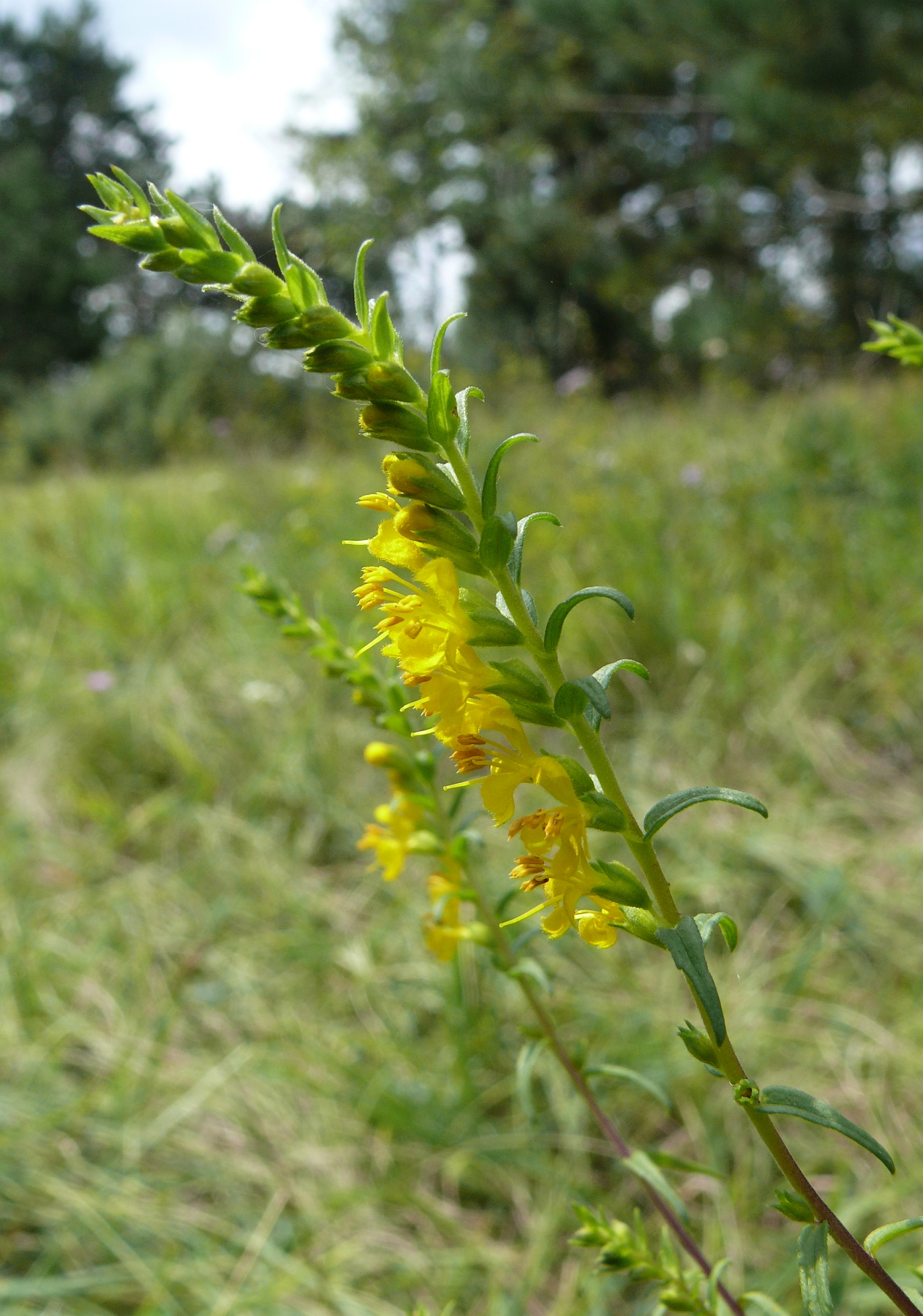